# Богданов, Василий Васильевич
Василий Васильевич Богданов (1932 - 13.07.2020) — российский учёный в области аэродинамики, конструктор, лауреат премии Правительства Российской Федерации, Премии имени Н. Е. Жуковского, заслуженный изобретатель РФ.
В ЦАГИ:
- с 1958 до 1975 года в НИО-8, участник создания быстродействующих ИВК для ударных труб (УТ-1) и других труб с малым временем работы, гелевых труб ГТ-1,2 ,импульсных труб ИТ-1,2.
- с 1975 по 2003 год начальник НИО-7 («Информационно-измерительные системы и метрология»). Занимался оснащением измерительной техникой аэродинамических труб и установок Т-109, Т-117, Т-128 и других
- с 2003 по 2008 год главный научный сотрудник — главный метролог.

Кандидат технических наук.
Доцент, в 1992—2008 зав. кафедрой аэрофизического эксперимента и информационно-измерительных систем МФТИ, читает лекции «Техника и методика аэродинамического эксперимента» и «Информационно-измерительные системы».
Получил более 30 авторских свидетельств на изобретения.

## Награды и премии
Лауреат 
- премии Правительства Российской Федерации (за 2005 год),
- премии имени Н.Е. Жуковского.

Заслуженный изобретатель РФ.